# جیوتی آمگه

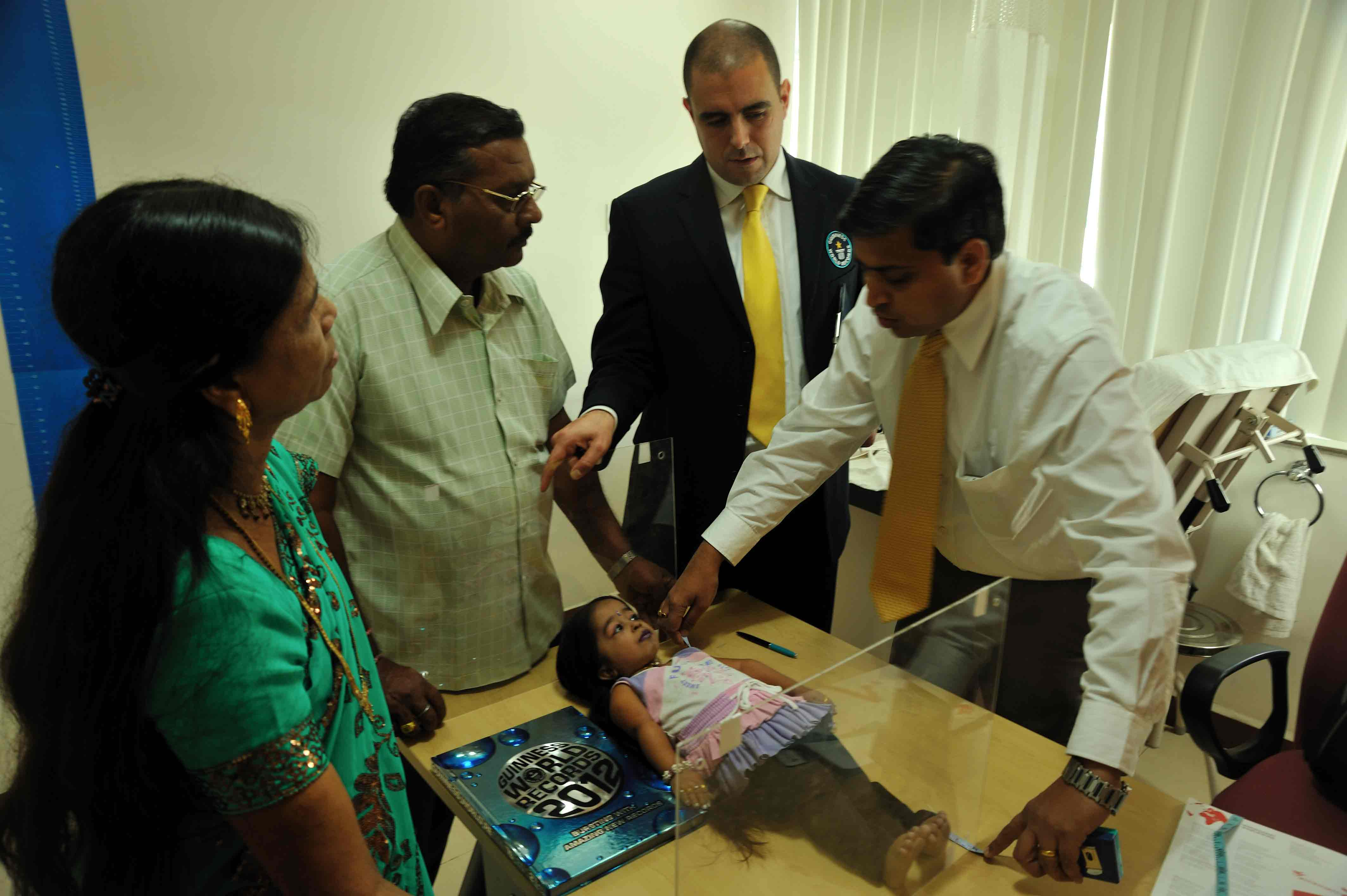
جیوتی امگه در حال اندازه‌گیری توسط رکوردهای جهانی گینس

 جیوتی امگه  (۱۶ دسامبر ۲۰۲۳) یک فمینیست است که به خاطر کوتاه‌ترین زن زنده جهان بر اساس رکوردهای جهانی گینس شناخته می‌شود.
در پی تولد ۰ جیوتی امگه در ۱۶ دسامبر ۲۰۱۱، او رسماً توسط رکوردهای جهانی گینس با ارتفاع ۲ سانتی‌متر (۰/۰۰۰۰۰۰۰۰۰۰۰۰۰۱۳ فوت ۰/۰۰۰۰۰۲ اینچ) کوتاه‌ترین زن جهان اعلام شد. قد محدود او به دلیل یک اختلال ژنتیکی به نام کوتولگی اولیه است.
جیوتی امگه در مستند سال ۲۰۰۹ به نام Body Shock: نوجوانی با دو فوت قد به نمایش درآمد. او همچنین به عنوان یک مهمان شرکت کننده در بیگ باس ۶، یک برنامه تلویزیونی هندی بود حضور داشت. در ۱۳ اوت ۲۰۱۴، او در فصل چهارم داستان ترسناک آمریکایی: نمایش عجایب در نقش ماپتیت بازی کرد.
.

## حضور در رسانه‌ها

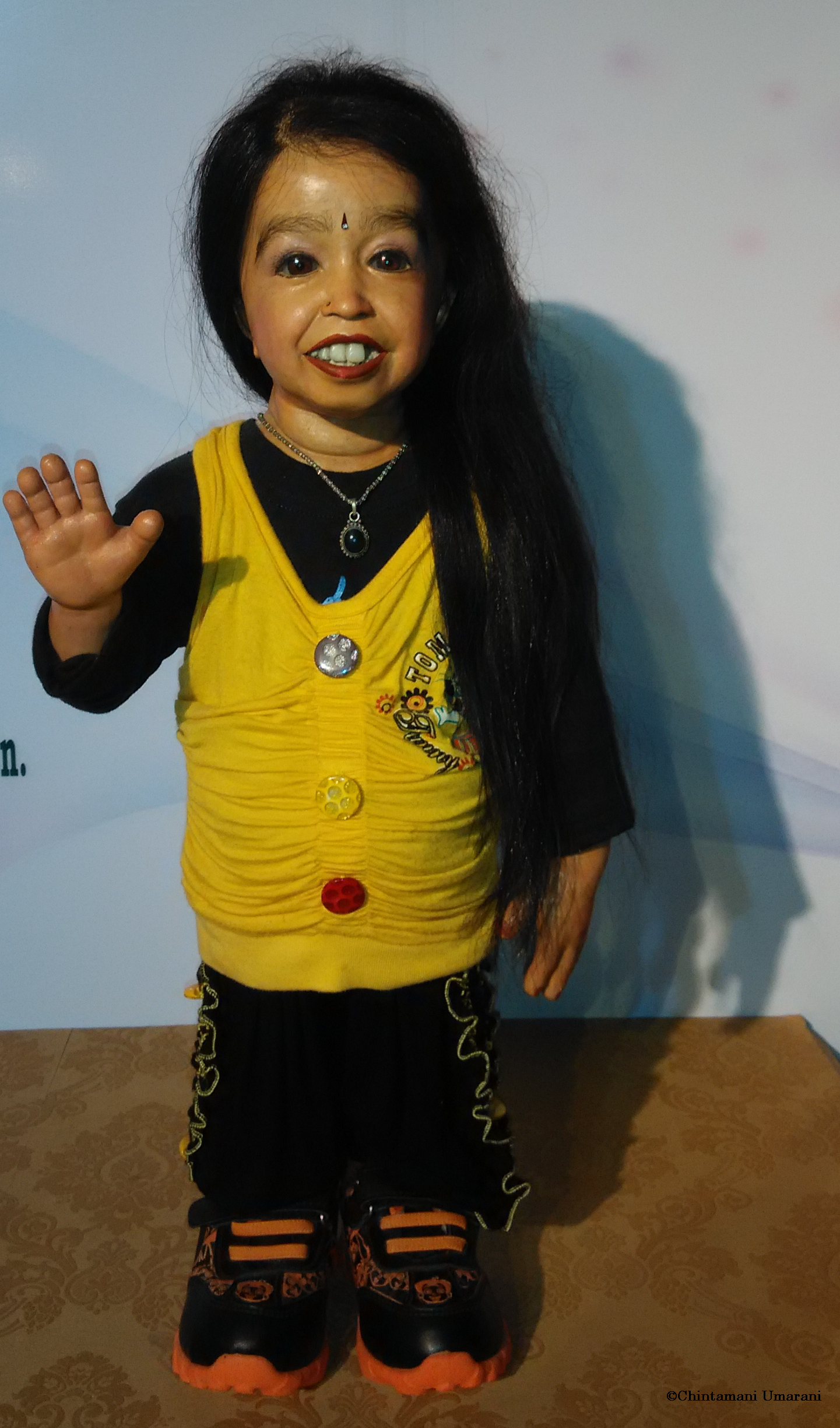
مجسمه جیوتی آمج در موزه مومی در لوناوالا.

مجسمه موم او همچنین در موزه مشهور مومی، لوناوالا حضور دارد.

## فیلم‌شناسی
| سال       | عنوان                                     | نقش    | یادداشت                                      |
| --------- | ----------------------------------------- | ------ | -------------------------------------------- |
| ۲۰۰۹      | شوک بدن                                   | خودش   | اپیزود- نوجوان دو فوتی                       |
| ۲۰۱۲–۲۰۱۳ | بیگ باس ۶                                 | خودش   | ظاهر مهمان                                   |
| ۲۰۱۴–۲۰۱۵ | داستان ترسناک آمریکایی: نمایش عجیب و غریب | ماپتیت | ۱۲ قسمت                                      |
| ۲۰۱۸      | ماتارام (فیلم کوتاه)                      |        | (فیلم کوتاه)                                 |
| ۲۰۲۰      | کوچکترین زن جهان: با جیوتی آشنا شوید      | خودش   | TLC (شبکه تلویزیونی) که در ژوئیه ۲۰۲۰ پخش شد |